# GameRevolution
GameRevolution (anciennement Game-Revolution) est un site web sur le thème du jeu vidéo, basé à Berkeley, Californie, créé en 1996 par Duke Ferris.

## Histoire
Net Revolution, Inc. est une société californienne fondée en avril 1996 par Duke Ferris en tant que holding et éditeur du site web GameRevolution. Ferris est président de la société jusqu'à ce qu'elle soit rachetée en 2005 par Bolt Media, Inc. pour un montant non divulgué.
L'équipe de GameRevolution est chaque année juge à l'E3. Duke Ferris est de retour pour l'édition 2010. L'année la plus influente pour GameRevolution à l'E3 est sans doute l'année 2000, au cours de laquelle ils invitent Jerry Holkins et Mike Krahulik de Penny Arcade. Ils ont également décerné à Black and White le prix Best of E3.
À la suite de la faillite de Bolt Media, Inc, GameRevolution est racheté par le site de divertissement masculin CraveOnline (une division d'Atomic Online), pour une somme non divulguée, alors qu'il continuait à être fréquenté par des centaines de milliers de visiteurs. Il est depuis intégré à la communauté CraveOnline tout en continuant à être un site populaire à part entière. L'achat est annoncé le 25 février 2008,. CraveOnline est rebaptisé Mandatory en mars 2018.